# Haplochernes aterrimus
Haplochernes aterrimus är en spindeldjursart som beskrevs av Beier 1948. Haplochernes aterrimus ingår i släktet Haplochernes och familjen blindklokrypare. Inga underarter finns listade i Catalogue of Life.